# Saint-Martin-de-la-Lieue
Saint-Martin-de-la-Lieue è un comune francese di 865 abitanti situato nel dipartimento del Calvados nella regione della Normandia.

## Società

### Evoluzione demografica
Abitanti censiti